# Kambodschanische Fußballnationalmannschaft (U-23-Männer)
Die kambodschanische U-23-Fußballnationalmannschaft ist eine Auswahlmannschaft kambodschanischer Fußballspieler. Sie untersteht dem kambodschanischen Fußballverband FFC und repräsentiert diesen international auf U-23-Ebene, etwa in Freundschaftsspielen gegen die Auswahlmannschaften anderer nationaler Verbände, bei U-23-Asienmeisterschaften sowie den Fußballturnieren der Olympischen Sommerspiele und der Südostasienspiele.
Bisher konnte sich die Mannschaft nicht für das olympische Fußballturnier oder die U-23-Asienmeisterschaft qualifizieren. An den Südostasienspielen nahm Kambodscha neunmal teil und erreichte 2019 als beste Platzierung den 4. Platz.
Spielberechtigt sind Spieler, die ihr 23. Lebensjahr noch nicht vollendet haben und die kambodschanische Staatsangehörigkeit besitzen.

## Bilanzen
| Olympische Spiele - 1992 bis 2000: Nicht teilgenommen - 2004: Nicht qualifiziert - 2008 bis 2012: Nicht teilgenommen - 2016 bis 2020: Nicht qualifiziert U-22-/23-Asienmeisterschaften - 2014 bis 2020: Nicht qualifiziert | Südostasienspiele - 2001: Gruppenphase - 2003: Gruppenphase - 2005: Gruppenphase - 2007: Gruppenphase - 2009: Gruppenphase - 2011: Gruppenphase - 2013: Gruppenphase - 2015: Gruppenphase - 2017: Gruppenphase - 2019: 4. Platz |